# Palaephatus (schrijver)
Op naam van Palaephatus of Palaiphatos (Oudgrieks: Παλαίφατος) staat een verzameling van 45 Apista (Ongelooflijke zaken), waarvan de kern uit de 2e helft van de 4e eeuw v.Chr. dateert. In het werk wordt een poging gedaan om bizarre elementen van oude mythen (bijvoorbeeld metamorfosen) rationalistisch te verklaren. In de vorm waarin we het werk hebben is het een uittreksel van de 5 boeken waaruit het oorspronkelijk bestond.
De identiteit van de auteur is nogal problematisch. Palaephatus, wat letterlijk ‘Lang geleden verteld’ betekent, is vrijwel zeker een pseudoniem. Bovendien wordt door het Byzantijnse lexicon Suda overgeleverd dat er vier auteurs met de naam Palaephatus waren. Het is onduidelijk of het inderdaad om verschillende auteurs gaat en wie dan wat geschreven heeft.
In Nederland gaf Cornelius Tollius het werk in 1649 uit met een Latijnse vertaling. Lange tijd bestond er maar één Nederlandse vertaling, door Nicolaes Borremans: Palaephatus van de Onghelooflijcke Historiën..., Amsterdam 1661 (verbeterde herdruk Amsterdam 1687). Eind 2016 is het overgeleverde deel van het werk opnieuw vertaald in 'Mythen moet je niet geloven' door Hugo Koning.